# 格雷文赫斯特
格雷文赫斯特镇（Gravenhurst）位于加拿大安大略省中部的马斯科卡区，南离多伦多市一百余公里，北去布雷斯布里奇镇15公里。格雷文赫斯特镇位于马斯科卡湖和卡希湖之间，宁静优美，是加拿大著名的别墅区之一，尤其是海鸥湖，环湖别墅参差罗列。马斯科卡湖是这地区最大的湖，湖上快艇如梭。镇南10公里还有一个较小的卡舍湖。
- 格雷文赫斯特是白求恩的诞生地，他的故居已列入加拿大全国历史文物名单，现在是白求恩纪念馆。
- 格雷文赫斯特是按照英国格雷文赫斯特村命名的。
- 格雷文赫斯特号称“通往马斯科卡的门户”，因为从多伦多市驾车前往马斯科卡湖，必须先经过格雷文赫斯特。
- 1940年至1943年间格雷文赫斯特曾是二战时挪威皇家空军训练营的所在地。

## 人口统计
格雷文赫斯特人口约1.2万。
种族
- 97.0% 白种人
- 1.6% 加拿大原居民
- 1.0% 华人
- 0.3% 黑种人

宗教
- 58.5% 新教
- 18.6% 其他 基督教
- 0.1% 佛教
- 22.6% 无信仰。

年龄
- 0-14 岁：14.6%
- 15-64 岁：64.3%
- 64 岁以上：21.1%

## 交通

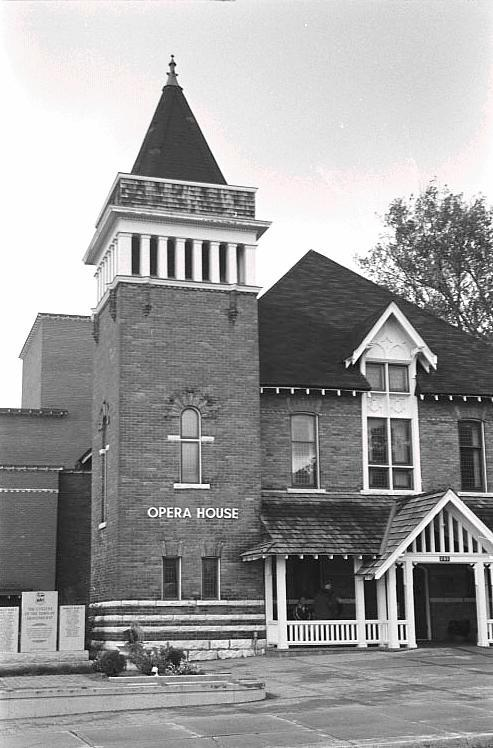
格雷文赫斯歌剧院

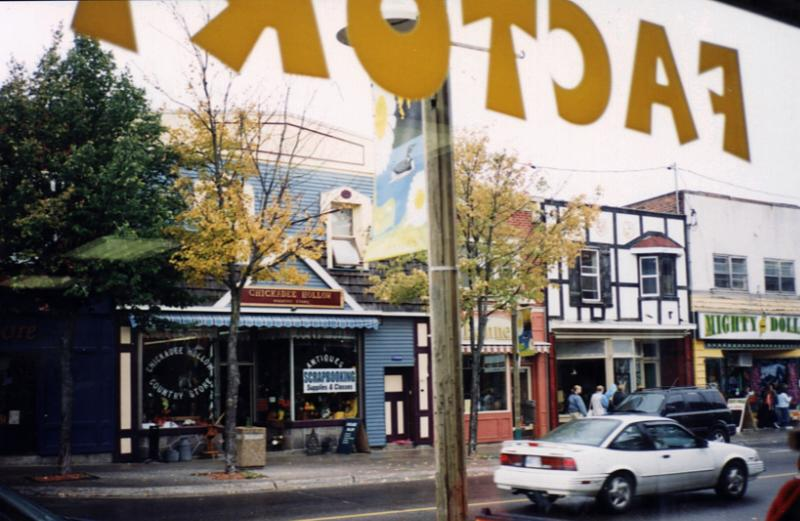
格雷文赫斯特商业区

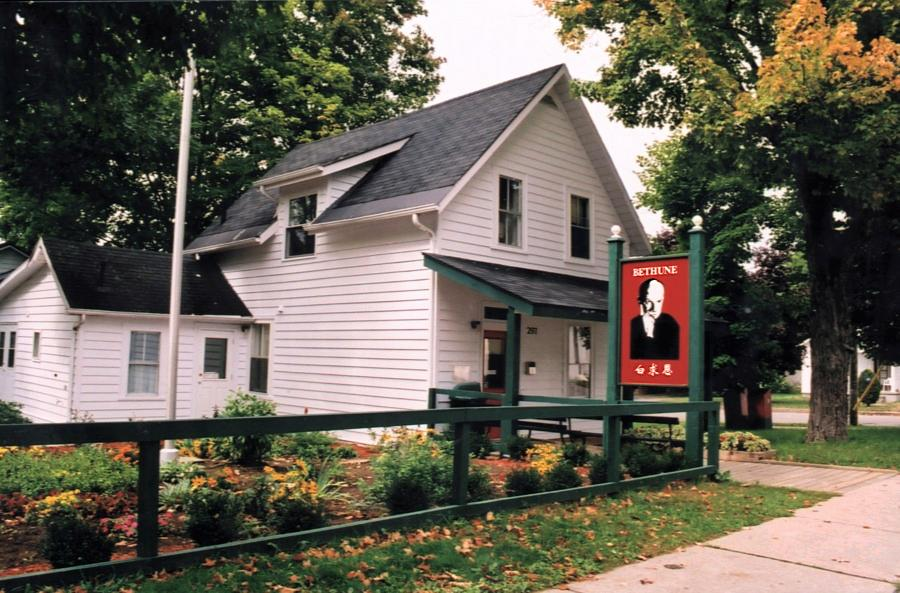
格雷文赫斯特 白求恩纪念馆

- 从多伦多取道400号高速公路到巴里市换11号高速公路。
- 从格雷文赫斯特取11号高速公路北上可达布雷斯布里奇镇（Bracebridge）、亨茨维尔镇（Huntsville），转60号公路东行可到阿尔贡金省立公园（Algonquin Provincial Park）。
- 从格雷文赫斯特取道169公路西行可达卡灵港（Port Carling）。